# Nikołaj Asiejew
Nikołaj Nikołajewicz Asiejew (ur. 27 czerwca?/9 lipca 1889 we Lgowie, zm. 16 lipca 1963 w Moskwie) – rosyjski poeta, teoretyk literatury, tłumacz.
Jeden z twórców rosyjskiego futuryzmu i jeden z najbliższych przyjaciół Władimira Majakowskiego. Poświęcił mu poemat Zaczyna się Majakowski (Majakowskij naczinajetsia), 1937, wyróżniony Nagrodą Państwową.
Został odznaczony m.in. Orderem Lenina oraz Orderem Czerwonego Sztandaru Pracy.